# Светско првенство у фудбалу 2034.
Светско првенство у фудбалу 2034. биће 25. светско фудбалско првенство које ће се одржати 2034. године у Саудијској Арабији.

## Домаћа селекција
Процес надметања за Светско првенство 2034. тек треба да почне. Међутим, предложене су неке ране понуде, а домаћин ће вероватно бити изабран 2027. године. Следи листа земаља које су исказале интересовање за организовање турнира:

### Југоисточна Азија
Прву понуду за Светско првенство у фудбалу 2034. предложиле су као колективну понуду чланице Асоцијације нација југоисточне Азије. Идеја о комбинованој кандидатури била је разматрана још у јануару 2011. године, када је бивши председник Фудбалског савеза Сингапура Заинудин Нордин у изјави рекао да је предлог изнет на састанку министара иностраних послова Асоцијације, упркос чињеници да су земље не могу да лицитирају (јер то зависи од националних удружења). Године 2013. Нордин и председник Специјалне олимпијаде Малезије, Датук Мохамед Феисол Хасан, подсетили су се на идеју да Асоцијација буде заједнички домаћин Светског првенства. Према правилима ФИФА из 2017. године, Светско првенство 2030. не може се одржати у Азији (АФК) пошто су чланице Азијске фудбалске конфедерације искључене из надметања након избора Катара за турнир 2022. године. Према томе, најранија понуда чланица АФК-а могла би бити дата за 2034. годину.
Касније се Малезија повукла из учешћа, али су Сингапур и друге земље Асоцијације наставиле кампању за подношење заједничке понуде за Светско првенство 2034. године. У фебруару 2017. Асоцијација је водила разговоре о покретању заједничке понуде током посете председника ФИФА Ђанија Инфантина Јангону у Мјанмару. Заменик генералног председника Фудбалског савеза Индонезије Јоко Дријоно је 1. јула 2017. рекао да су Индонезија и Тајланд спремни да предводе конзорцијум земаља југоисточне Азије у овој понуди. Дријоно је додао да би због географских и инфраструктурних разматрања и проширеног формата (48 тимова), најмање две или три земље Асоцијације заједно биле у позицији неопходној да буду домаћини утакмица.
У септембру 2017. године, заменик генералног директора Тајландске лиге 1, Бенџамин Тан, на састанку Савета фудбалске федерације Асоцијације, потврдио је да је његово удружење „у свом интересу да се лицитира и буде домаћин” Светског првенства 2034. са Индонезијом. Истом приликом, генерални секретар Савета, Дато Сри Азудин Ахмад, потврдио је да ће Индонезија и Тајланд поднети заједничку понуду. Индонезија је била први азијски тим и једина земља југоисточне Азије која је учествовала на Светском првенству, када је територија била позната као Холандска Источна Индија.
Међутим, у јуну 2018. године, члан извршног комитета ФИФА, Јанг ди-Пертуан Агонг и султан од Паханга, Тенгку Абдулах, који је и бивши председник Фудбалског савеза Малезије, изразили су интересовање да се придруже две земље у домаћинству Светског првенства. Исте године, Вијетнам је изразио интересовање да се придружи понуди за исто такмичење, упркос неким инфраструктурним проблемима због лошијег статуса вијетнамске привреде. Ове четири земље су већ заједно биле домаћини фудбалског догађаја раније, током АФК купа Азије 2007. године.
У јуну 2019, премијер Тајланда Прајут Чан-о-ча најавио је да ће свих 10 нација Асоцијације покренути заједничку понуду за домаћинство Светског првенства у фудбалу 2034. што је први пут да је десет земаља предложено за организацију Светског првенства.
Пет земаља Асоцијације је 9. октобра 2019. званично предложено за одржавање Светског првенства у фудбалу 2034. године. Тајланд треба да предводи иницијативу.
Дана 15. јуна 2022, камбоџански премијер Хун Сен, у својој улози председавајућег Асоцијације, рекао је да ће позвати лидере југоисточне Азије да се кандидују за домаћинство Светског првенства у фудбалу 2034. или 2038. године.

### Египат
Египатски министар спорта и омладине Ашраф Соби изјавио је да Египат разматра кандидатуру за домаћина Светског првенства у фудбалу 2034. године.

### Зимбабве
Министар туризма и угоститељске индустрије Волтер Мземби изјавио је да ће се Зимбабве кандидовати за домаћина Светског првенства у фудбалу 2034. године. Његова идеја је да Хараре буде град домаћин, али у сарадњи са другим великим градовима у региону као што су Мапуто, Јоханезбург, Габороне и Лусака. Сви ови градови су један од другог на удаљености од сат и по лета.

### Аустралија
Након неуспешне понуде за домаћинство Светског првенства у фудбалу 2022. године, Аустралија је разматрала заједничку понуду са суседним Новим Зеландом, чланом ОФК-а са којим ће заједно бити домаћин Светског првенства за жене 2023. године Аустралија је поново изнела ову намеру у августу 2021, убрзо након успеха Бризбејна у кандидатури за домаћина Летњих олимпијских игара 2032. године. Фудбалски савез Аустралије је такође расправљао о заједничкој понуди Индонезије и других земаља Асоцијације нација југоисточне Азије уместо Новог Зеланда. Међутим, Индонезија је остала несклона заједничкој понуди са Аустралијом, с обзиром да та земља такође учествује у понуди Асоцијације за исто такмичење.

### Изразили интересовање
У наставку је приказан преглед земаља које су исказале интересовање за организовање турнира:
- АФК:
  -  Брунеј,  Камбоџа,  Индонезија,  Лаос,  Малезија,  Мјанмар,  Филипини,  Сингапур,  Тајланд и  Вијетнам[11][21]
  -  Кина[22]
- АФК–ОФК:
  -  Аустралија (којој би се придружили или  Индонезија и/или  Нови Зеланд)[19][23]
- КАФ:
  -  Зимбабве (коме би се придружили  Боцвана,  Мозамбик,  Јужноафричка Република и  Замбија)[15]
  -  Египат[24]
  -  Нигерија[25]